# Valavoire
Valavoire é uma comuna francesa na região administrativa da Provença-Alpes-Costa Azul, no departamento dos Alpes da Alta Provença. Estende-se por uma área de 16,81 km². Em 2010 a comuna tinha 39 habitantes (densidade: 2,3 hab./km²).